# Rozoy-le-Vieil
Rozoy-le-Vieil är en kommun i departementet Loiret i regionen Centre-Val de Loire strax norr Frankrikes mitt. Kommunen ligger i kantonen Courtenay som tillhör arrondissementet Montargis. År 2022 hade Rozoy-le-Vieil 398 invånare.

## Befolkningsutveckling
Antalet invånare i kommunen Rozoy-le-Vieil
| Referens: INSEE |